# 青桐 (イラストレーター)
青桐（あおぎり、12月26日 - 、女性）は、イラストレーター。クマやメイド、体操服などのイラストをメインとする。ロリータ系が得意。同人活動がメインで、コミックマーケットをはじめとした各種同人誌即売会へ参加している。以前は青桐 静（あおぎり せい）という名義で活動していた。

## 作品リスト

### 青桐名義

#### 漫画
- くまのこぴっぴ（『まんがタイムきららミラク』2015年8月号 - 10月号 ゲスト掲載）

### 青桐 静名義

#### ゲーム
- あした出逢った少女（MOONSTONE、PCゲーム、18禁）：一部原画担当（パッケージ・ポスター等は他原画家担当）

#### 漫画
- 羊くんならキスしてあげる☆（『E☆2』Vol.3 - Vol.7掲載、発行：メディエイション 発売：飛鳥新社、原作：天広直人×野村美月）：第1話〜第5話の作画※第6話（Vol.9）以降は藤井理乃が作画を担当

#### 小説
- どり〜む・まいすたぁ 夢は楽しく見たいです（富士見ファンタジア文庫、著：清水文化）：挿絵